# Saurenchelys taiwanensis
Saurenchelys taiwanensis is een straalvinnige vissensoort uit de familie van toveralen (Nettastomatidae). De wetenschappelijke naam van de soort is voor het eerst geldig gepubliceerd in 2004 door Karmovskaya.